# Swedish Open 2000
Lo Swedish Open 2000 è stato un torneo di tennis giocato sulla terra rossa. È stata la 53ª edizione dello Swedish Open, che fa parte della categoria International Series nell'ambito dell'ATP Tour 2000. Si è giocato al Båstad Tennis Stadion di Båstad in Svezia, dal 10 al 16 luglio 2000.

## Campioni

### Singolare
Magnus Norman ha battuto in finale  Andreas Vinciguerra con il punteggio di 6–1 7–6(6)

### Doppio
Nicklas Kulti /  Mikael Tillström hanno battuto in finale  Andrea Gaudenzi /  Diego Nargiso con il punteggio di 4–6 6–2 6–3